# Sosippus californicus
Sosippus californicus es una especie de araña araneomorfa del género Sosippus, familia Lycosidae. Fue descrita científicamente por Simon en 1898.
Habita en México y los Estados Unidos.